# Aladin – Wunderlampe vs. Armleuchter
Aladin – Wunderlampe vs. Armleuchter (Originaltitel: Alad’2) ist eine französische Fantasy-Filmkomödie von Lionel Steketee aus dem Jahr 2018, basierend auf einem Drehbuch von Daive Cohen. Der Film ist eine komödiantische Realverfilmung der Geschichte Aladin und die Wunderlampe (ANE 346) aus den Märchen aus Tausendundeine Nacht und die Fortsetzung von Aladin – Tausendundeiner lacht! aus dem Jahr 2015. Die Hauptrollen verkörpern Kev Adams als Aladin, Vanessa Guide als Prinzessin Shallia (Badr al-Budur bzw. Prinzessin Jasmin) und Jamel Debbouze.

## Handlung
Nachdem Aladin in Aladin – Tausendundeiner lacht! als zukünftiger Ehemann von Prinzessin Shallia akzeptiert wurde, fängt er an sich im Palast zu langweilen und versucht zur Ablenkung den Schatz von Bagdad zu stehlen, wofür ihn Shallia zurechtweist. Es ist nicht das einzige Problem des Paares, weshalb sie schon länger eine Paartherapie machen. Shallia, die nach dem Tod ihres Vaters das Reich regiert, empfindet Aladin vor allem als komplett unreif und zuverlässig. Eines Tages bekommen sie Besuch von dem selbstverliebten Prinz Shah Zaman, der erklärt, Bagdad zu erobern und sich Königin Shallia zur Frau zu nehmen.
Der Film springt aus der Märchenfiktion in die Gegenwart, wo Sam im Flugzeug gerade einem genervten Jungen die Aladin-Geschichte erzählt. Sam fliegt trotz seiner Flugangst, da er zu seiner Ex-Freundin Sofia will, um deren Hochzeit zu verhindern. Damit Sam von seiner Flugangst abgelenkt wird, fordert eine Flugbegleiterin ihn auf, ihr etwas zu erzählen, woraufhin Sam mit der Aladin-Geschichte fortfährt.
Als Shah Zaman verkündet, dass er den Wachen des Sultanspalastes ein vielfaches ihres Geld zahlen wird, laufen diese zu ihm über. Während Aladin aus dem Palast fliehen kann, wird Shallia gefangen genommen. Nachdem Aladins fliegender Teppich in der Wüste wegen Treibstoffmangels notlanden muss, irrt er durch die Wüste und kommt schließich in eine Stadt, wo dem zum Tode verurteilten, von ihm damals freigelassenen Dschinni begegnet, der massenhaft Frauen in der Stadt geschwängert hat. Es gelingt Aladdin den Dschinni zu retten, woraufhin sie in einer geheimen Taverne Unterschlupf finden, wo in der Gesellschaft von Bauchtänzerinnen Lampendschinns residieren und die alte Lampe des Dschinns besorgen, woraufhin dieser wieder zum Lampendschinn wird. Da der Dschinn Schwierigkeiten mit der Teleportation hat, gelangen sie zwar zeitweise nach Bagdad, teleportieren sich aber um die ganze Welt und treffen dabei Christoph Kolumbus, als dieser gerade auf der Insel San Salvador jenseits des Atlantiks an Land geht. Schließlich gelangen sie doch noch in die Umgebung von Bagdad. Um sich vor den Wachen zu verstecken, springen sie scheinbar in einen Abgrund, verstecken sich jedoch in der Lampe, die von Zamans Lakaien Wahid zurück in die Stadt gebracht wird.
In der Zwischenzeit ist Zaman dem von Aladdin und Shallia einst besiegten und eingekerkerten Wesir begegnet, der ihn vor Shallia warnt. Als er sich dessen erinnert, entgeht Zaman einem Giftmordanschlag von Shallia. Als Zaman herausfindet, das Aladin einen Dschinni hat, besorgt auch er sich einen Lampengeist, mit dem er versucht zunehmend Shallias Widerstand zu brechen. Auch überlebt er dank des Dschinnis weitere ihrer Mordanschläge. Aladdin kann Shallia finden und zunächst mit ihr fliehen, ehe sie im Hof von Zamans Wachen umzingelt werden.
In diesem Moment springt der Film kurz in die Realität, wo Sam während Flugzeugturbulenzen erklärt, dass es seine Schuld ist, dass er seine Exfreundin Sofia verloren hat – weil er sich nicht genug für sie und ihr Leben interessiert hat. Um sich wieder zu beruhigen, erzählt Sam nun weiter. Shallia erklärt Aladin, dass sie am morgigen Tage Zaman heiraten wird – tatsächlich seien sie und Aladin sich längst entfremdet. Sie verabschiedet sich von ihm. Sam beendet die Geschichte damit, dass Aladin alleine zurückbleibt, doch die Flugbegleiterin will das Ende der Geschichte nicht akzeptieren und setzt sie fort, kurz darauf übernimmt wieder Sam.
Aladin und der Dschinni kehren nach Bagdad zurück, wo die Hochzeit von Zaman und Shallia beginnt. Es kommt zu einem Wrestling-Kampf zwischen Zaman und Aladin, der jedoch unterbrochen wird, weil in der Realität das Flugzeug in Marrakesch landet. Sam eilt nun zu Sofias Hochzeit und gesteht der überraschten Sofia seine Liebe. Zunächst reagiert sie nicht und Sam kehrt zum Flughafen zurück. Doch schließlich wird er von Sofia überrascht, die wieder mit ihm zusammenkommt, auch wenn ihre Beziehung nicht einfach werde. Auch in der fiktiven Geschichte kommen Aladin und Shallia nun wieder zusammen.

## Produktion und Veröffentlichung
Regie führte Lionel Steketee. Das Drehbuch schrieb Daive Cohen. Die Produzenten waren Jérôme Seydoux und Daniel Tordjman. Die Musik komponierten Maxime Desprez und Michaël Tordjman. Für die Kameraführung war Stéphane Le Parc verantwortlich. Der Film kam am 3. November 2018 raus und hatte ein Budget von 22 Millionen Euro.

## Rezeption
Das Lexikon des internationalen Films urteilt: „Auch der zweite Teil wartet noch mit einigen netten Gags auf, tut sich aber wesentlich schwerer damit, in Schwung zu kommen. Auch die Rahmung der Geschichte, die sich eigentlich nur in der Vorstellung eines kleinen Diebes in der modernen Welt abspielt, wird stark eingegrenzt, wodurch sich der Film selbst eine Reflexionsebene raubt.“
Jordan Mintzer vom Hollywood Reporter schreibt: „Doch warum und wie seine Filme - von denen keiner gut ist, obwohl Fiston von 2014 passabel ist - insgesamt mehr als 100 Millionen Dollar im eigenen Land eingespielt haben, bleibt ein Rätsel, vor allem in einem Land wie Frankreich, wo der gute Geschmack in den Code civil aufgenommen worden zu sein scheint. Nach den Eröffnungszahlen sieht es so aus, als ob The Brand New Adventures of Aladdin ebenfalls ein beachtlicher Erfolg werden wird, wenn auch vielleicht nicht auf dem Niveau des ersten Films. Dennoch beweist er, dass Adams nach wie vor eine der wertvollsten Figuren des französischen Kinos ist, dessen Filme mehr kosten und mehr einspielen als die fast aller anderen lebenden Schauspieler. Wer auch immer sein Dschinn ist, er sollte weiter an der Lampe reiben.“
Auf der Website Rotten Tomatoes gefiel der Film 25 Prozent des Publikums.

## Adaptionen anderer Aladin-Erzählungen und Bezüge auf Tausendundeine Nacht
- Die Figur der Shallia ist eine Adaption der Prinzessin Badr al-Budur aus der ursprünglichen Aladin-Erzählung.
- Als Aladin eine geheime Kammer öffnen will, sucht er nach dem richtigen Passwort, das er laut aussprechen muss. Das Motiv ist dem Märchen Ali Baba und die vierzig Räuber (ANE 353) entnommen. Am Ende öffnet sich die Kammer dank Shallia, die die richtige Losung "Sesam, öffne dich" ausspricht, das richtige Wort im Ali-Baba-Märchen.

## Bezüge auf Lebensrealitäten des 21. Jahrhunderts und andere
- Als Aladin eine geheime Kammer mittels ausgesprochenem Passwort öffnen will (... öffne dich!), sagt er anstatt der richtigen Losung Sesam unter anderem die falschen Losungen Instagram und Jean-Claude Van Damme.
- Die Stadtwache verfügt über fliegende Teppiche, die eingebaute Suchscheinwerfer und Sirenen haben. Die Szene imitiert moderne Verfolgungsjagden mit Polizeiautos. Später stellt Aladin fest, das in seinem Teppich kein Treibstoff mehr ist und er auftanken muss.
- Aladdin und Shallia machen eine Paartherapie, wofür sie vom Therapeuten angeleitet unter anderem mittels Handpuppen über ihre Probleme reden sollen.
- Shallia reduziert die ausgeschmückte Selbstbezeichnung von Shah Zaman auf dessen Namen, weil dies am "userfreundlichsten" sei.
- Aladin erwähnt die Sängerin Shakira und das Lied Waka-Waka – This Time for Africa, das offizielle Lied der Fußball-Weltmeisterschaft 2010 in Südafrika.
- Als Aladin und Zaman ihre Schwerter zücken, ist das von Zaman aus Versehen ein winziger Dolch. Zaman sagt, dass nicht die Länge des Schwerts entscheidend sei, woraufhin Aladin erwidert: "Das sagen immer nur die mit den kleinen Schwertern!", eine Anspielung auf die Länge des männlichen Geschlechtsteils.
- Zaman bittet um ein Baquette. Er verfügt über eine Pfeilspitzen verschießende Pistole.
- In der Wüste findet Aladin eine Capri-Sonne, nur leider ohne Strohhalm. Auf dem Schwarzmarkt von Bagdad gibt es Pepsi.
- Zaman führt ein Gespräch mit dem eingekerkerten Wesir, der ihm erklärt: "Wenn man seinen Beruf liebt, zählt man nicht die Stunden." und fragt, ob er Zaman nicht vor einiger Zeit bei einer "Folter"-Messe gesehen hat. Zudem wolle man miteinander ja nicht nur "Smalltalk" machen. All dies sind Anspielungen Aspekte des modernen Arbeitslebens.
- Zaman verwechselt die Bedeutung von Autolib’ und Autodidakt, scheitert an den Grundrechenarten, hat Sorge einen Burnout zu haben und denkt an Rihanna. Leute, die er foltern will, wählt er nach dem Ene-Mene-Muh-Prinzip aus.
- Der Stadtverwalter will ein Selfie mit Aladin machen.
- Aladin erwähnt den Glöckner von Notre Dame, Halloween und Deine-Mutter-Witze und bezeichnet Zaman als Minion.
- Der Dschinni verwendet den Ausdruck "Fuck" und heizt seine Lampe innen mit einer elektrischen Heizung und kriegt Nachlass bei seinem Stromanbieter.
- Aladin ruft bei einem Dschinn-Service-Call-Center an, um sich beraten zu lassen. Das Gespräch wird zur Verbesserung der Service-Qualität aufgezeichnet. Der Dschinn soll aus und wieder eingeschaltet werden, ein Reboot aus der Ferne durchgeführt werden und es wird nach Garantie gefragt.
- Aladin und der Dschinni begegnen der Eiskönigin und den drei Musketieren. Shallia wird als Pocahontas bezeichnet. Später essen sie in einem China-Restaurant, wo Aladin einen Glückskeks nimmt, der Dschinni aber Pizza.
- Christoph Kolumbus bläut Aladin und dem Dschinni ein nicht zu behaupten, dass sie die Entdecker Amerikas seien – tatsächlich ging Kolumbus 1492 davon aus, nach Indien auf dem westlichen Seeweg gesegelt zu sein.
- Als der zur Wache verwandelte Aladin Shallia findet und mit ihrem Namen anspricht, ist sie über seine vermeintliche Respektlosigkeit empört und fragt, ob man etwa miteinander bei Facebook befreundet sei.
- Auf die Frage, ob Aladin Krafttraining betreibe, erklärt dieser, dass er nur Zumba macht.

## Weiteres
Die Filmszene mit Gerard Depardieu als Christoph Kolumbus ist eine Parodie auf den Film 1492 – Die Eroberung des Paradieses entlehnt, der im Jahr 1992 erschien, wo Depardieu damals die gleiche Rolle spielte.

## Synchronisation
Die deutschsprachige Synchronisation entstand nach einem Dialogbuch und unter der Dialogregie von Henning Stegelmann durch die Mo Synchron in München.
| Rolle                         | Schauspieler     | Synchronsprecher   |
| ----------------------------- | ---------------- | ------------------ |
| Sam / Prinz Aladin            | Kev Adams        | Patrick Roche      |
| Prinzessin Shallia / Sofia    | Vanessa Guide    | Jacqueline Belle   |
| Shah Zaman / Marco            | Jamel Debbouze   | Patrick Schröder   |
| Dschinni                      | Eric Judor       | Manou Lubowski     |
| Stewardess                    | Noémie Lenoir    | Friederike Sipp    |
| Junge im Flugzeug             | Dimitri Tordjman | Vincent Kuplien    |
| Shah Zamans Dschinn           | Ramzy Bedia      | Stefan Günther     |
| Wesir                         | Jean-Paul Rouve  | Matthias Klie      |
| Mitarbeiterin Support-Hotline | Isabelle Nanty   | Susanne von Medvey |
| Christoph Columbus            | Gérard Depardieu | Manfred Lehmann    |